# Rodachaue mit Bischofsau und Althellinger Grund
Rodachaue mit Bischofsau und Althellinger Grund este o arie protejată (arie de protecție specială avifaunistică — SPA) din Germania întinsă pe o suprafață de 563 ha, integral pe uscat.

## Localizare
Centrul sitului Rodachaue mit Bischofsau und Althellinger Grund este situat la coordonatele 50°22′37″N 10°42′15″E / 50.3769°N 10.7042°E.

## Înființare
Situl Rodachaue mit Bischofsau und Althellinger Grund a fost declarat arie de protecție specială avifaunistică în mai 2007 pentru a proteja 32 de specii de animale.

## Biodiversitate
Situată în ecoregiunea continentală, aria protejată nu include niciun habitat protejat.
La baza desemnării sitului se află mai multe specii protejate de  păsări (32): lăcar mare (Acrocephalus arundinaceus), pescăruș albastru (Alcedo atthis), fâsă de luncă (Anthus pratensis), Charadrius dubius curonicus, barză albă (Ciconia ciconia ciconia), mierla de apă (Cinclus cinclus), erete de stuf (Circus aeruginosus), erete vânăt (Circus cyaneus), prepeliță (Coturnix coturnix), cristeiul de câmp (Crex crex), ciocănitoare neagră (Dryocopus martius), presură sură (Emberiza calandra), șoimul rândunelelor (Falco subbuteo), becațină comună (Gallinago gallinago), Gallinula chloropus chloropus, frunzăriță galbenă (Hippolais icterina), capîntortură (Jynx torquilla), sfrâncioc roșiatic (Lanius collurio), sfrâncioc mare (Lanius excubitor excubitor), grelușelul-de-tufiș (Locustella fluviatilis), ciocârlie de pădure (Lullula arborea), Luscinia svecica cyanecula, gaia neagră (Milvus migrans), gaia roșie (Milvus milvus), codobatura galbenă (Motacilla flava), viespar (Pernis apivorus), ciocănitoare verzuie (Picus canus), Rallus aquaticus aquaticus, pițigoi-pungar (Remiz pendulinus), mărăcinar (Saxicola rubetra), mărăcinar negru (Saxicola torquatus), nagâț (Vanellus vanellus).
Pe lângă speciile protejate, pe teritoriul sitului au mai fost identificate 1 specie de păsări.